# Джемсонит
Джемсони́т ((англ. Jamesonite, назван в честь Роберта Джемсона, также перистая руда или аксотомический сурьмяный блеск:501 (устар.) — минерал из класса сульфосолей, обладает ленточной структурой. Гидротермальный, встречается в рудных жилах Встречается в Корнваллисе, некоторых рудниках Нерчинского округа, в Эстремадуре в Испании.

## История открытия и название
Впервые описан в Корнуолле.
Джемсонит имел очень большое число исторических и региональных синонимов, а также тривиальных названий, необычное даже для таких заметных с практической точки зрения минералов. Среди наиболее известных можно перечислить: варренит (англ. warrenite), вольфсбергит (англ. wolfsbergite), домингит (англ. domingite), комучит (англ. comuccite), чисто-немецкое название люмпен-эрц (нем. lumpenerz), перистая руда (англ. feather ore), плюмит (англ. plumite), пфаффит (англ. pfaffite), розеллан (англ. rosellan), розенит (англ. rosenite), сахароваит (англ. sakharovaite, частично), свинцовый антимонит (англ. bleiantimonit), серая сурьма (англ. gray antimony), стальной сурьмяный блеск (нем. stahlantimonglanz), сурьмяная перистая руда (нем. spiessglasfedererz), сурьмяный лучистый блеск (англ. antimonial radiant glance), уорренит (англ. warrenite), фалькманит (англ. falkmanite), халибиновый блеск (нем. chalybinglanz), цундерерц (нем. zundererz). При этом термин аксотомический сурьмяный блеск до начала XIX века считался научным в минералогической среде и был преобладающим.

## Химический состав
Железо — 2,71 %, сурьма — 35,39 %, свинец — 40,15 %, сера — 21,75 %.